# Прыжки в воду на летних Олимпийских играх 1936
Соревнования по прыжкам в воду на летних Олимпийских играх 1936 года проводились среди мужчин и женщин.

## Общий медальный зачёт
| Место | Страна   | Золото | Серебро | Бронза | Всего |
| ----- | -------- | ------ | ------- | ------ | ----- |
| 1     | США      | 4      | 4       | 2      | 10    |
| 2     | Германия | 0      | 0       | 2      | 2     |
|       |          |        |         |        |       |
| Всего | Всего    | 4      | 4       | 4      | 12    |

## Медалисты

### Мужчины
| Дисциплина   | Золото              | Серебро          | Бронза                |
| ------------ | ------------------- | ---------------- | --------------------- |
| Трамплин 3 м | Ричард Дедженер США | Маршалл Уэйн США | Алан Грин США         |
| Вышка 10 м   | Маршалл Уэйн США    | Элберт Рут США   | Херман Шторк Германия |

### Женщины
| Дисциплина   | Золото                  | Серебро           | Бронза                  |
| ------------ | ----------------------- | ----------------- | ----------------------- |
| Трамплин 3 м | Марджори Джестринг США  | Катерин Роулз США | Дороти Пойнтон-Хилл США |
| Вышка 10 м   | Дороти Пойнтон-Хилл США | Велма Данн США    | Кете Кёлер Германия     |